# Patrick Nuo

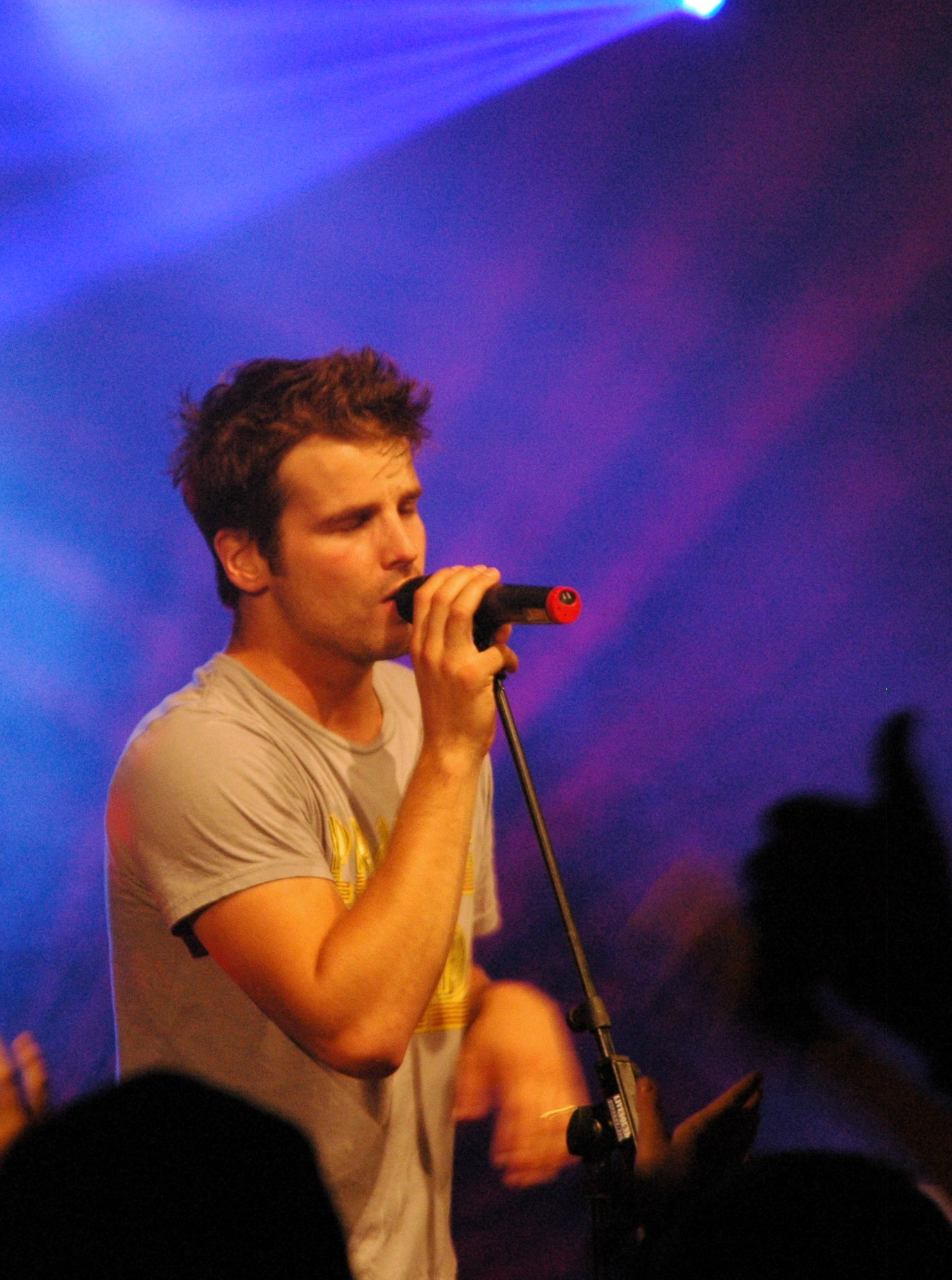
Patrick Nuo: Wilhelmsdorf Live, 7 de julio de 2007.

Patrick Nuo (nacido el 31 de agosto de 1982 en Lucerna, Suiza) es un compositor, cantante y modelo suizo.

## Discografía

### Álbumes
- 2003 Welcome
- 2005 Superglue
- 2007 Nuo

### Sencillos

#### De Welcome
- 5 Days
- Reanimate
- Welcome (To My Little Island)
- Undone

#### De Superglue
- Girl In The Moon
- Beautiful

#### De Nuo
- Watchin' Over You
- Too Late (To Save It With A Love Song)